# Alpbigligenstöckli
Alpbigligenstöckli är en bergstopp i Schweiz. Den ligger i kantonen Glarus, i den östra delen av landet, 130 km öster om huvudstaden Bern. Toppen på Alpbigligenstöckli är 1 958 meter över havet.